# Dzsikkjó Powerful Pro jakjú Championship 2017
A Dzsikkjó Powerful Pro jakjú Championship 2017 ingyenesen játszható baseball-videójáték volt, a Dzsikkjó Powerful Pro jakjú sorozat tagja, melyet a Konami fejlesztett és jelentetett meg. A játék 2017. május 25-én jelent meg, PlayStation 3 és PlayStation 4 otthoni, illetve PlayStation Vita kézi videójáték-konzolra. A Championship 2017 a Dzsikkjó Powerful Pro jakjú 2016 társjátéka, mellyel a Konami magát a japán baseballt és az e-sportokat akarta népszerűsíteni. A játék szervereit 2018. április 19-én leállították.

## Áttekintés
A Championship 2017 a 2016 2017-es évi frissítésének (v1.07) játékoskeretével jelent meg, melyet az év folyamán többször is hozzáigazítottak a valós állapotokhoz. A játékban ugyan lehet a mesterséges intelligencia által irányított csapatok ellen is játszani, azonban a hangsúly az interneten keresztüli többjátékos módon (Championship, „bajnokság”) van. A játékban kizárólag négy kitalált stadion kapott helyet. A Championship 2017 nyitófőcím-dala Mugino Jui Flying High című dala.
A játék a szerverek leállítása miatt 2018. április 19-ig volt játszható.

## Játékmódok

### Bajnokság
Bajnokság
Interneten keresztüli, játékos-játékos elleni rangsorolt játékmód. Ebben a módban a Championship 2017-játékosok 2016-játékosokkal szemben is megmérkőzhettek.
Szabadmérkőzés
A bajnokságmóddal megegyező játékmód, annyi különbséggel, hogy ebben a mérkőzések tét nélküliek; a játékosok nem kaptak pontokat, valamint a statisztikájukon sem voltak vezetve az ebben a módban játszott meccsek.
Barátok elleni mérkőzés
Ebben a módban a játékosok lobbikat hozhattak létre, hogy a PlayStation Network-ismerőseikkel mérhessék össze a tudásukat.

### Egyéb módok
Mérkőzés
A játékosok a mesterséges intelligencia vagy egy másik játékos által irányított csapat ellen mérkőzhettek meg.
Gyakorlás
Ebben a módban a játékosok szabadon gyakorolhatták a dobó-, az ütő- és a védőjátékot.
Játékosadatok
Itt a játékosok megnézhették a Nippon Professional Baseball-játékosok adatlapjait.
Csapat- és játékosszerkesztő
Itt játékosok megváltoztathatták az NPB-csapatok mezeit és neveit, illetve kitalált alakulatokat is létrehozhattak.

## Szereplők
Acumori Muneacu (熱盛宗厚; szinkronhangja: Kanemicu Nobuaki)
A Pawapuro TV sportkommentátora, a bajnokságmód kommentátora. (A többi játékmód kommentátora Dómae Hideo) Először a 2016-ban szerepelt, ahol a Pawafes-mód kommentátora és a mód végső csapatának vezére volt.
Hibikino Kokoro (響乃こころ; szinkronhangja: Eino Airi)
Acumori asszisztense, aki ebben a játékban jelent meg először.

## E-sport-bajnokság
A Konami a Championship 2017 és a 2016 bajnokságmódjával egy e-sport-bajnokságot is szervezett.
- az oszakai selejtezőkört 2017. augusztus 26–27-én tartották a Dojima River Forumban
- a szapporói selejtezőkört 2017. szeptember 9–10-én tartották a Sapporo Factoryben
- a fukuokai selejtezőkört 2017. október 14–15-én tartották a Solaria Plaza első emeletén
- a tokiói selejtezőkört 2017. november 18–19-én tartották a Fuji Television székházának huszonkettedik emeletén
- az országos döntőt 2018. január 6-án tartották a Makuhari Messe épületében

## További információ
- A játék weboldala (japánul)
- A sorozat weboldala (japánul)